# エスキモー

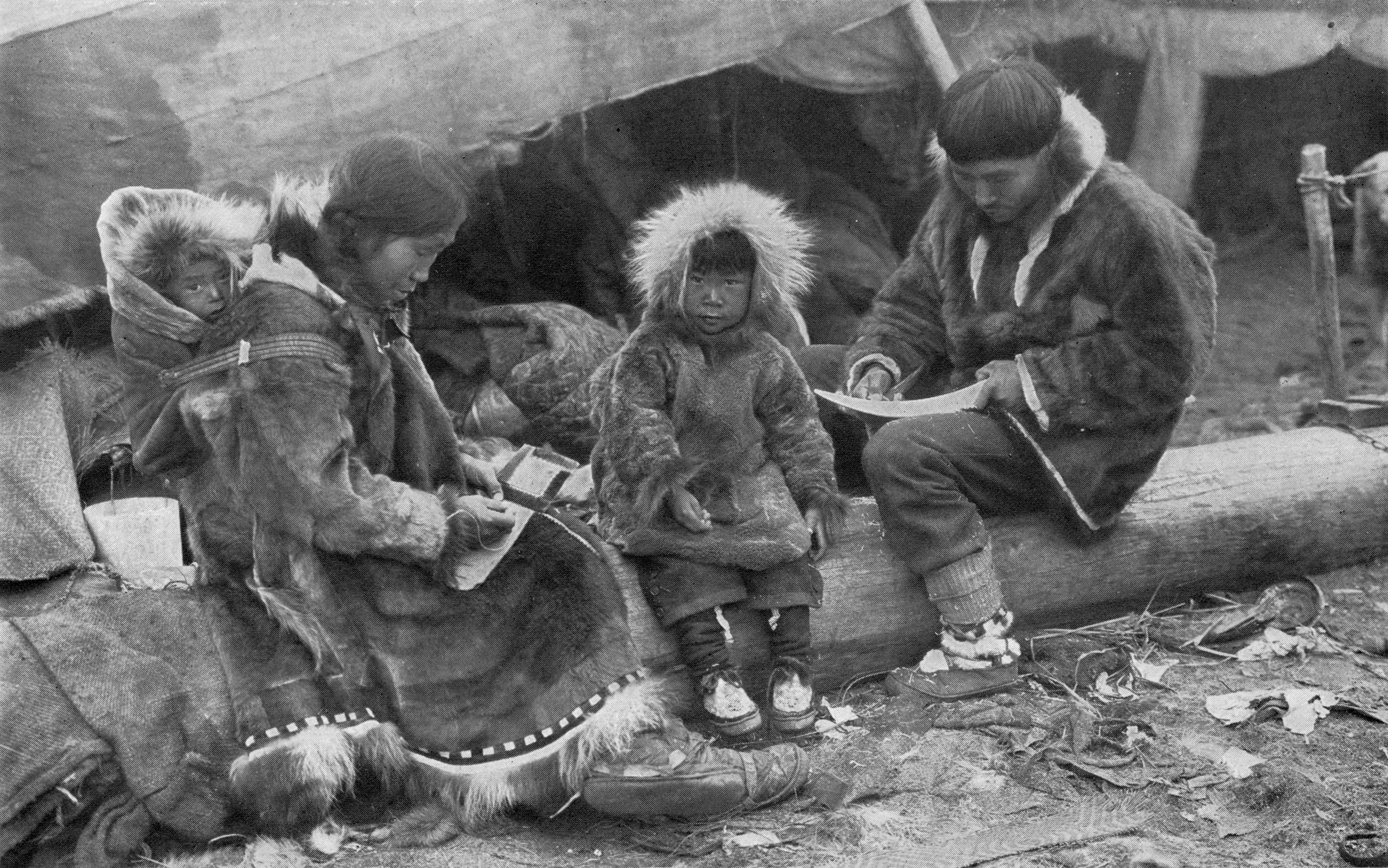
イヌイットの家族
（1917年の雑誌"National Geographic Magazine"より）

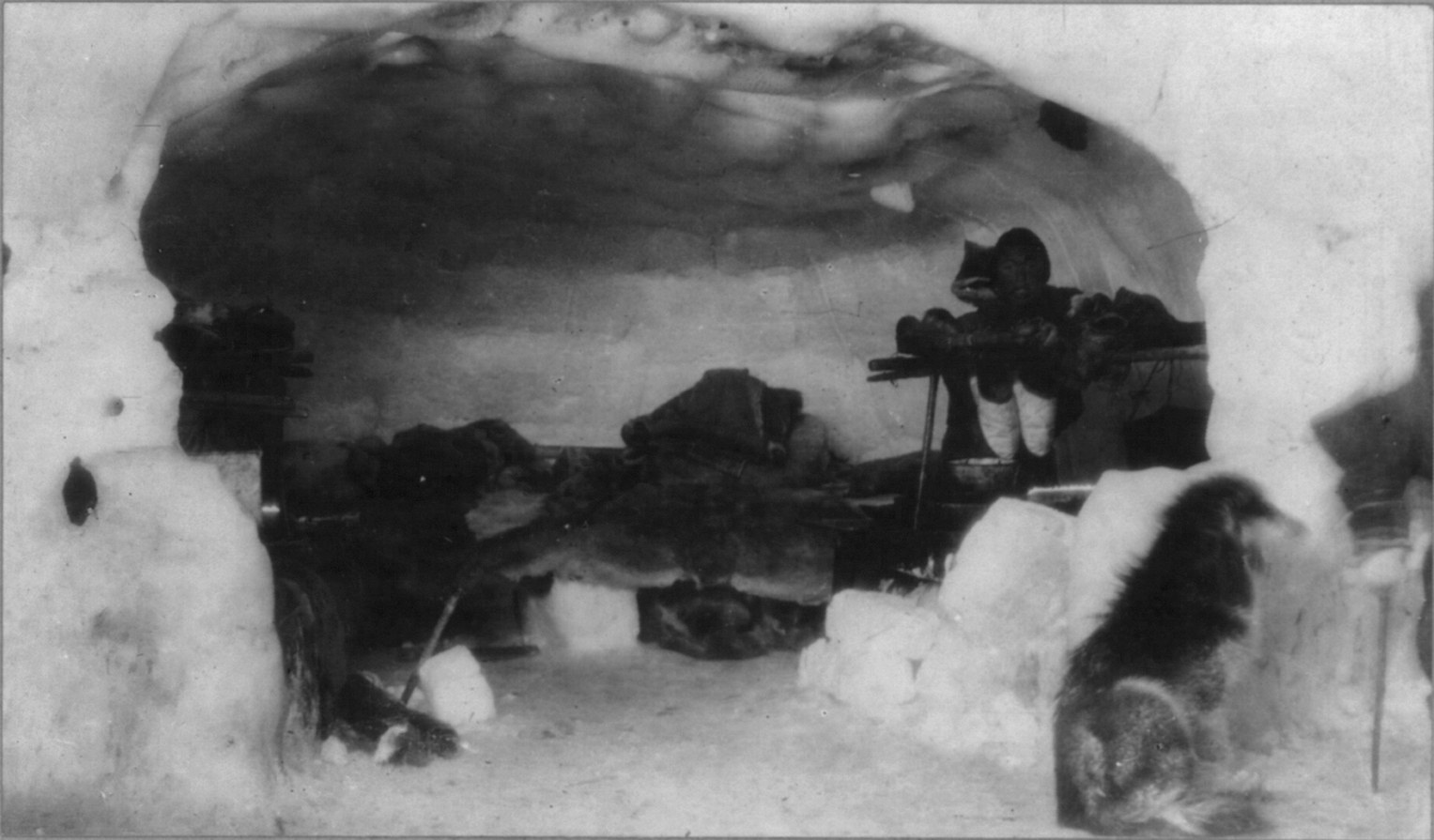
イグルー内部

エスキモー（英語: Eskimo）は、北極圏のシベリア極東部・アラスカ・カナダ北部・グリーンランドに至るまでのツンドラ地帯に住む先住民族グループである。
エスキモーは本来自分たちの力のみで自活して暮らしていたが、白人との接触により貨幣経済に巻き込まれ、また飲酒などの習慣により堕落した生活を余儀なくされた。現在においては下記のアルコール類の購入や捕鯨などにみられるようにカナダ、米国政府により「保護するべき集団」と見なされ、パターナリスティックな扱いを受けている。

## 民族
エスキモーとは単一の民族ではなく、大きくはアラスカ北部以東に住むイヌイット (Inuit) 系民族（東部集団）とアラスカ中部以西のユピク (Yupik) 系民族（西部集団）に分けられる。なおグリーンランドに住むのは学術的にはイヌイットであるが、現地ではカラーリットと呼ばれている。
総人口約9万人のうちグリーンランド住民が最も多く、4万1000人。アラスカ3万2000人。カナダ1万2000人。シベリア1200人を数える。

## 生活と文化

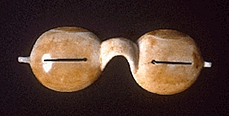
雪原の照り返しから眼を保護するための遮光器。

雪や氷で造ったイグルー等に居住し、魚や海獣を捕って生計をたて、カヤックやイヌぞりによる移動生活を送る、というのが一般的なエスキモーの生活とされており、現在でも定住せずに移動生活をする者もいる。イグルーは移動するときに使うもので、定住のための住居ではない。
しかし近年では、定住して都市部に住む者が増えてきており、エスキモーの移動生活は過去の物となりつつある。

### 食生活
伝統的なエスキモーでは、食生活は狩猟によって得た生肉が中心であった。獲物は漁を中心とするエスキモーはアザラシ・クジラ等、また陸での猟をするエスキモーはカリブー（トナカイ）などである。生肉の他は、ツンドラの原野に自生するコケモモの実などを食することもある。ただし、気候上農業は不適なので穀類を食べることはなかった。旧石器時代食を古くからの食文化としている。
アメリカのエスキモーについては、現在アメリカの食文化が流入しており、伝統的な食文化が失われつつある。この結果、伝統的な生肉食や加熱をあまりしない料理法から得られていたビタミン類などの栄養成分が不足してしまうなどの問題が起きている（太陽光線の弱い北極圏では、北欧に住むコーカソイドのように肌のメラニン色素が薄い人種は太陽光線を多く皮下に取り込みビタミンDなどを体内で作り出していた。しかしながら、モンゴロイドであるエスキモーは色素が濃く太陽光線の皮下取り込み量が不足してしまう。そのためにも狩猟した動物の生肉や内臓を食べる必要性があった）。
現在は医師や栄養士のアドバイスにより不足するビタミン類をサプリメントから得ている。
グリーンランドのエスキモーには海鳥の発酵物キビヤックを食する習慣がある。乳酸菌による発酵で微量のビタミンCが生成される。極寒の土地であり酒を含む発酵食品はエスキモーには存在しないという定説は間違っていることが明らかになっている。
シロクマやハスキー犬など極地に住む動物の肝臓には、温暖な地域の動物に比べて非常に多くのビタミンAが含まれており、一般的な人間が食べるとビタミンA過剰症を引き起こし、最悪の場合死亡する場合がある。一方、極地での食生活に順応しているイヌイットの身体には高濃度のビタミンAを代謝する能力がある。
伝統的な生活を営む者もいるが、地球温暖化が進んだ現在では、氷上を移動すると氷が割れる恐れがあるため、猟師たちはアザラシやシロイルカなどから、内陸部のカリブーに狙いを変えるようになった。こうして、現在のエスキモー社会は、海岸から離れて暮らすようになっている。

### 連邦政府によるパターナリスティックな保護・管理政策
元々エスキモーは近代的で規模の大きな醸造の技術を持っていなかったため、彼らには飲酒に耽る習慣がなかった。しかし白人が酒と引き換えに高価な毛皮を安価に交換するという目的のためにエスキモーに醸造した強い酒の味を覚えさせると、白人たちが持ち込んだ酒類を飲み過ぎてトラブルを起こす者やアルコール依存症になる者が大勢出た。その対策としてカナダでは、イヌイット（エスキモー）の住むいくつかの町ではアルコール類を購入するのにポイント制度を導入している。成人は1ヶ月間につき30ポイント分のアルコール購入券を受け取る。酒を買いたい時は店へ行き現金を払うと共にそのアルコール購入券も一緒に店に渡してアルコール類を購入する。アルコール購入券がなくなるといくら現金があっても店は客にアルコール類を売らない。この制度の導入により過度の飲酒によりトラブルを起こす者がかなり減ったと言われる。なお、このポイントは、ビール1缶1ポイント、ワイン1本5ポイント、ウィスキー1本10ポイント、などアルコール度数に合わせて増える仕組みとなっている。

### 宗教
現在のエスキモーは、ほぼ全員がクリスチャンである。伝統的エスキモーは、シャーマニズムを信仰していたが、1920年代から1930年代に改宗が進んだ。改宗が進んだ原因として、キリスト教宣教師がシャーマンによる医術のでたらめを暴露し、西洋医学で病人を治療することにより、民衆の信望を集めたとする説と、当時としては特段の理由があったわけではなく、キリスト教が単なるファッションとして受け入れられたとする説とが有力である。ただし、現在でもシャーマニズムを信仰している者も存在している。また、エスキモー・クリスチャンは一枚岩ではなく、宗派により対立することが知られている。

### 姥捨ての習慣
また、かつては入手が不安定で極めて限られた食料による極限的生活を送っていたことから、生産労働に従事できない老人や病人は遺棄することが一般に行われていた。エスキモーは厳しい気候の寒冷地に居住しており、過去においては常に食糧不足の状態にあった。そのため少ない食料を生産再生人口にのみ振り分け、高齢者を棄てる習慣があった。ただしこれは強制されるものではなく高齢者はある年齢になると自らの意思で家族を離れて死への旅路に就いた。親孝行を最大の道徳とみなす東洋的な儒教文化から見れば最大限の悪行のように受け止められる習慣も、その厳しい生活環境ではやむを得ない選択であった。現在は人権上及び道義上の問題から姥捨ての習慣は禁じられており、行われていない。

### 客へのもてなしとしての妻の提供
エスキモーは客人へのもてなしとして自分の妻を提供する習慣があった。提供された男が次に客をもてなす側になったときには、互酬性の原則によって、自分の妻を相手方に提供することを求められた。客は提供された妻の容姿や年齢にかかわらず、受け入れることが求められた。客が自身にあてがわれた人妻との性行為を拒絶することは男性間の絶交の意思表示もしくは女性への侮辱とみなされた。また当然、提供された妻と客の男性間に一夜妻ではおさまらず恋愛感情が芽生え、場合によっては駆け落ちに至る場合もありうる。この場合、男同士の究極的な敵対関係に発展すること回避するために、客の男は元夫に慰謝料を支払い、名目上その男と義兄弟の契約(穴兄弟の契り)を結ぶことで平和裏に愛憎問題を解決するモーレスが定められていた。この習慣は外国人には非常に奇異なものに映り、しばしば小説の題材に取り上げられた。現在、彼らの多くはキリスト教徒であり、福音の教えに反するので、このような習慣はなくなった。

### 障害者が存在しない社会（特異な人口構成）
イヌイットは自分たちが暮らす生態系の天然資源に過度の負担を掛けることの回避策として自ら人口構成を管理してきた。彼らの社会では人口構成において障害者、双子、女性の割合が他の社会に比べて極端に低くなっていた。

## 言語
エスキモー・アレウト語族に属する以下の言語を話す。
- ユピック語（アラスカ西部、シベリアのチュコト半島）
- イヌイット語
  - イヌピアック語（アラスカ北部）
  - イヌクティトゥット語（カナダ）
  - グリーンランド語（グリーンランド）

## 人種・遺伝子
エスキモーは主にモンゴロイドであるがANE系統（コーカソイド）から遺伝的浮動を受けている。これは他の多くのアメリカ先住民と同様であるが割合が異なる。他のアメリカ先住民]と比べエスキモーはモンゴロイド]の遺伝子が多い。
エスキモーに高頻度にみられる遺伝子はハプログループQ (Y染色体)であり、これはアメリカ先住民で広く高頻度な系統である。

## 捕鯨への圧力
エスキモーには国際捕鯨委員会 (IWC) から先住民生存捕鯨の枠が認められている。シベリアのエスキモーの住む地域では食料事情が悪く捕鯨は必要不可欠である。しかし先進国からは伝統的な方法での捕獲を求められており、環境保護団体から捕鯨そのものへの批判がある。

## 呼称
一般に「エスキモー」または「イヌイット」という呼称がよく用いられる。だが、これらの呼称は、現地語の本来の意味とは全く異なった解釈から差別用語若しくは置換え語として使われることも少なくないため、語源俗解の例に挙げられている。各呼称の問題点は、後述の通りである。

### 「エスキモー」呼称の問題
「エスキモー」という言葉は、アラスカエスキモーと居住域が隣接していた亜極北のアルゴンキン系インディアンの言葉で「かんじきの網を編む」という意味である。これが、東カナダに住むクリー族の言葉で「生肉を食べる者」を意味する語と誤って解釈されたことから、「エスキモー」という呼称はある時期においてしばしば侮蔑的に使用された。これには、生肉を食べる行為を野蛮であるとみなす人々の偏見などが背景にある。
しかし、シベリアとアラスカにおいては「エスキモー」は公的な用語として使われており、使用を避けるべき差別用語とはされていない。また、本人達が「エスキモー」と自称している場合は置き換えないマスコミも多い。

### 「イヌイット」呼称の問題
カナダでは1970年代ごろから「エスキモー」を差別用語と位置付け、彼ら自身の言葉で「人々」を意味する「イヌイット」が代わりに使用されている。現在では「イヌイット」という呼称は、本来「人々」を意味する言葉ではなかったとされている。先住民運動の高まりの中で、これまで他者から「エスキモー」と呼ばれてきた集団が自らを指す呼称が必要となり、「イヌイット」という言葉を採用したためである。
「イヌイット」は、本来北方民族のうち最大数を占めているカナダのバフィン島やグリーンランド方面に住む集団（東部集団）についての呼称である。イヌイット以外の集団への呼称について、正確を期す場合には、アラスカエスキモーは「イヌピアット」(Inupiat)、シベリアやセントローレンス島に住む集団は「ユピク」(Yupik) と呼ぶ。このため、北方民族の総称としての「エスキモー」を単純に「イヌイット」に置き換えると、置き換えの結果としての「イヌイット」なのか、原意の「イヌイット」なのか区別できなくなる。
またそれ以前に、シベリアやアラスカのイヌピアット（アラスカエスキモー）やユピクを、別の語族集団の呼称である「イヌイット」の名で呼ぶことは明らかな間違いである。合衆国の団体「Expansionist Party of the United States」は、その公式サイトで、「エスキモー」の呼称について、「アラスカとシベリアで唯一の正しい用語である」としており、「エスキモーはその名をまったく恥じていない。エスキモーでない者たちは、犯罪を意図するわけでもないのなら、いたずらに非英語の婉曲表現で彼らを威嚇すべきではない」としている。